# Знаменка (Бородуліхинський район)
Зна́менка (каз. Знаменка) — село у складі Бородуліхинського району Абайської області Казахстану. Входить до складу Бородуліхинського сільського округу.
Населення — 88 осіб (2021; 94 у 2009, 130 у 1999, 179 у 1989).
Національний склад станом на 1989 рік:
- росіяни — 41 %
- німці — 39 %